# Saint-Maudan
Saint-Maudan (bretonisch: Sant-Maodan) ist eine französische Gemeinde mit 399 Einwohnern (Stand: 1. Januar 2022) im Département Côtes-d’Armor in der Region Bretagne.

## Geographie
An der westlichen Gemeindegrenze verläuft der Fluss Oust, im Osten sein Zufluss Larhon.
Umgeben wird Saint-Maudan von den Gemeinden Loudéac im Norden, Saint-Barnabé im Nordosten, Rohan im Südosten, Gueltas im Südwesten und von Saint-Gonnery im Nordwesten.

## Bevölkerungsentwicklung
| 1962 | 1968 | 1975 | 1982 | 1990 | 1999 | 2008 | 2012 |
| 259  | 274  | 275  | 324  | 404  | 411  | 392  | 380  |